# باشگاه فوتبال هولکر الد بویز
باشگاه فوتبال هولکر الد بویز (به انگلیسی: Holker Old Boys Football Club) یک باشگاه فوتبال در شهر بارو این فرنس، کشور انگلستان است که در سال ۱۹۳۶ میلادی تأسیس شده‌است.